# قرن الوفرة

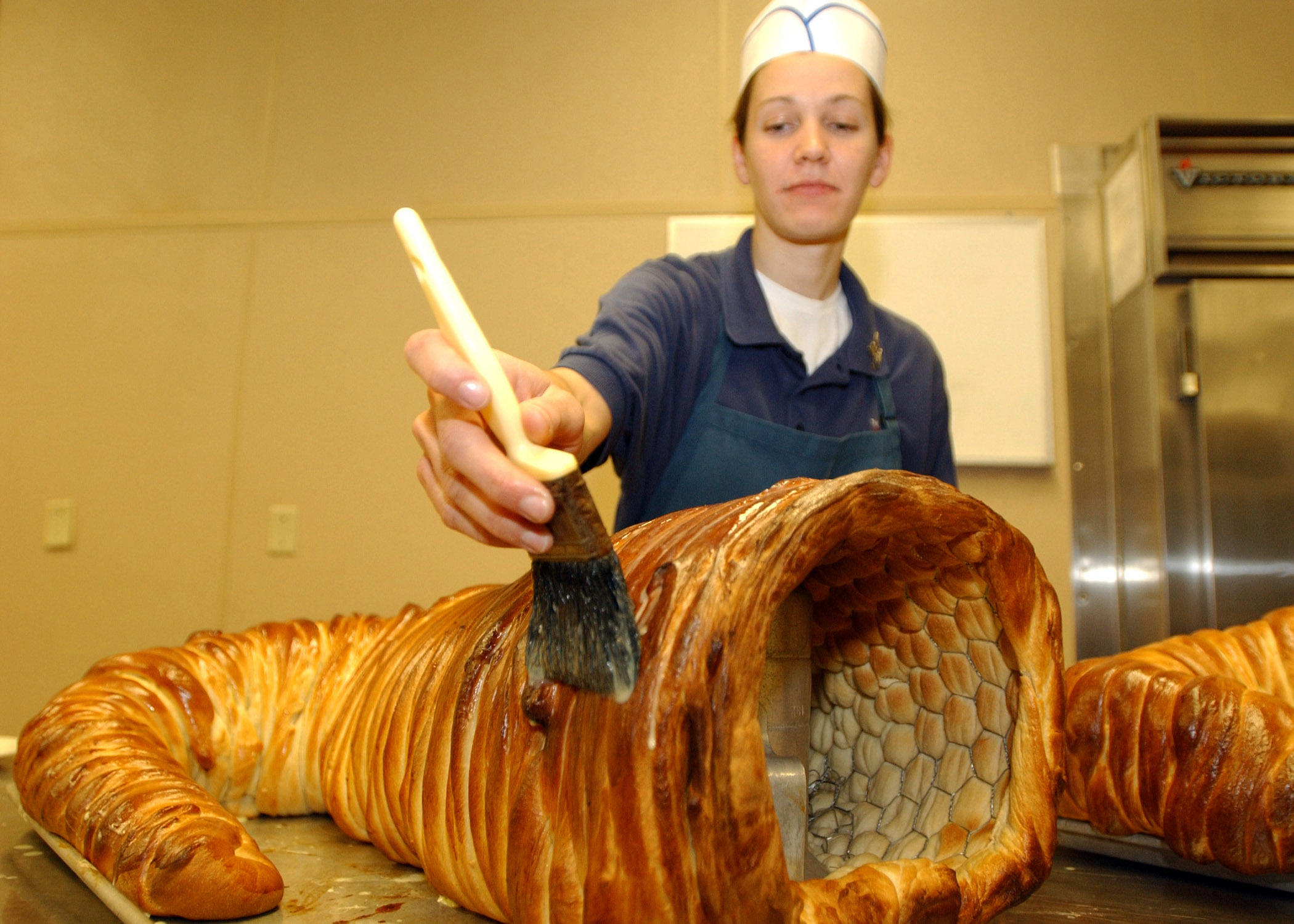
هذه الصورة توضح قرن وفرة ومصنوع من الخبز، معد خصيصاً لوجبة عيد الشكر، لموظفي بحرية الولايات المتحدة في عام 2005

قرن الوَفْرة أو قَرْن الخِصْب (بالإنجليزية: Cornucopia) هو رمز الوفرة والتغذية، وهو وعاء على شكل قرن يفيض بالأزهار والجوز والمنتجات الزراعية. أصل هذا الرمز يعود إلى الفترة الكلاسيكية القديمة، ولا يزال يستخدم في الفن الغربي، وهو مرتبط بعطلة عيد الشكر في أمريكا الشمالية.

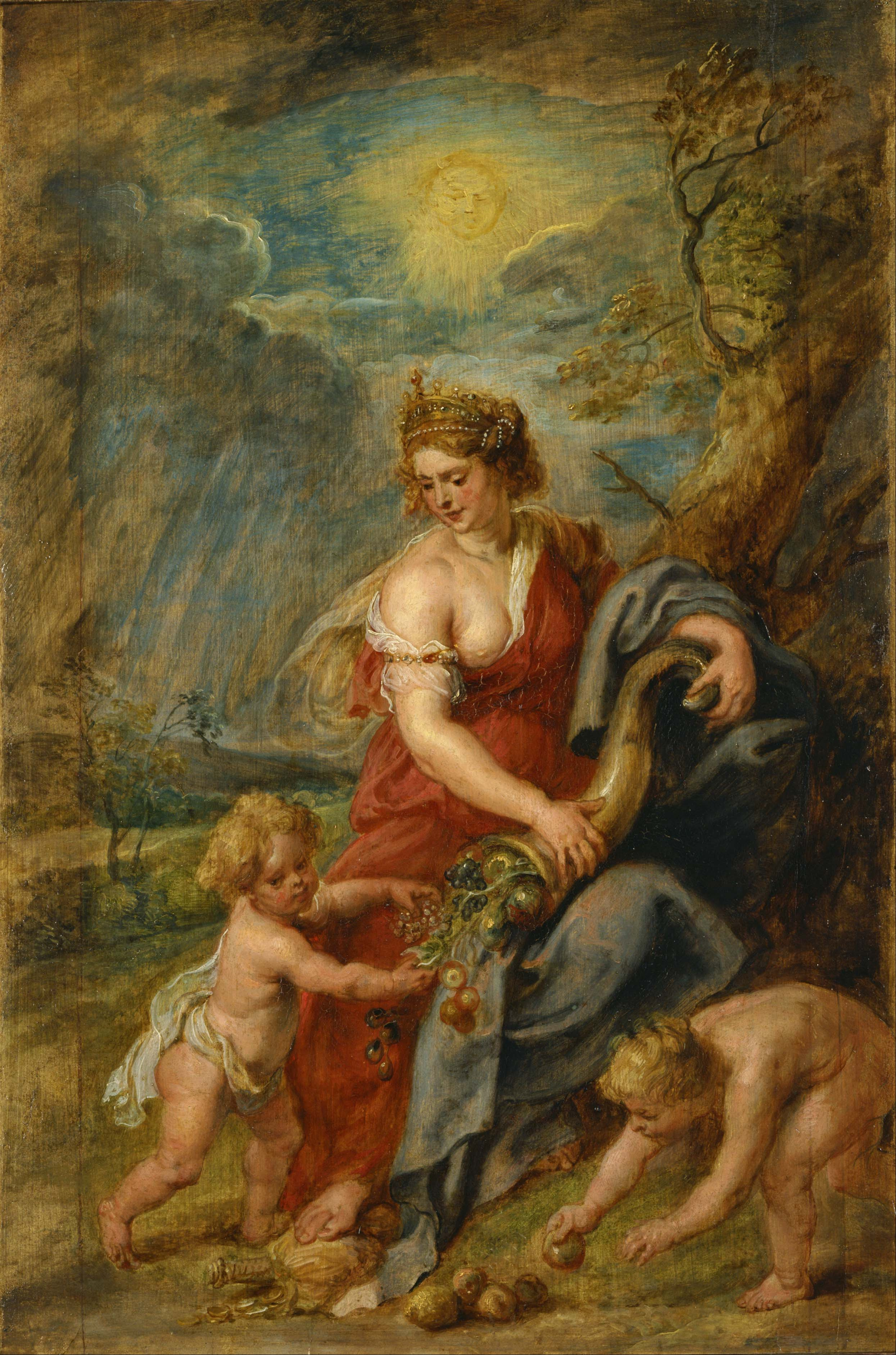
تصوير تمثيلي للإلهة الرومانية «أباندنشا» مع قرن الوفرة، رسمها بيتر بول روبنس. (في سنة 1630 تقريبًا)

## قرن الوفرة في الأساطير

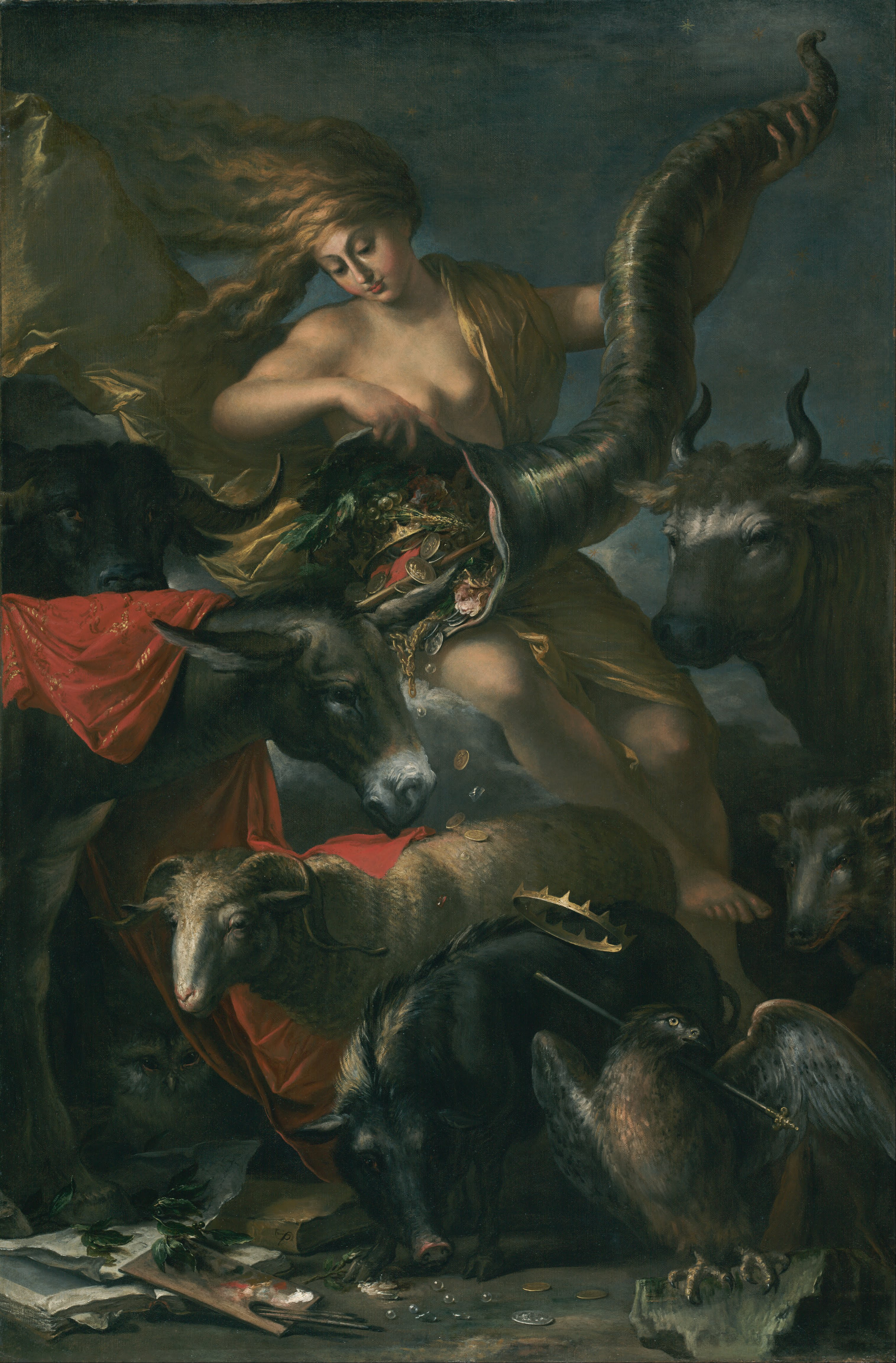
"تمثيل الثروة" (1658) بريشة سلفاتور روزا، تمثل فورتونا، إلهة الحظ، مع بوق الوفرة. متحف جيه بول جيتي في ماليبو ، كاليفورنيا.

تقدم الأساطير الإغريقية تفسيراتٍ عديدة لأصل قرن الوفرة. واحدة من أشهر تلك الأساطير التي تذكر ولادة ورعاية زيوس الذي كان لابد من اخفاءه عن والده المخدوع كرونوس. في كهف على جبل إيدا في جزيرة كريت، تم رعاية الطفل زيوس وحمايته من قبل عدد من الآلهة بما في ذلك أمالثيا –آلهة التغذية– الذين أطعموه بحليبها. كان الآلهة المستقبلي يتمتع بقدرات غير عادية وفي أثناء اللعب مع مربيته تم كسر أحد أبواقها دون عمد، كان يمتلك ذلك البوق قدرة إلهية لتوفير أغذية لا تنتهي، كما كانت الأم الحاضنة للرب.
في اسطورة أخرى، تم إنشاء قرن الوفرة عندما تصارع هيراكليس أو هرقل (بالرومانية: هيركليس) مع إله النهر أخيليوس وقام حينها بنزع أحد أبواقه حيث كانت آلهة النهر يرمز لها على هيئة قرون. تم تمثيل هذا الإصدار في لوحة جدارية للفنان الأمريكي توماس هارت بنتون.
أصبحت الوفرة هي سمة العديد من الآلهة اليونانية والرومانية، وخاصةً تلك المرتبطة بالحصاد والازدهار أو الوفرة الروحية، مثل تجسيدات الأرض جايا وتيرا، الطفل بلوتوس إله الغنى وابن آلهة الحبوب ديميتر، الحورية مايا وفورتونا إلهة الحظ التي كانت لديها القدرة على منح الرخاء.
في العهد الروماني الإمبراطوري تم الرمز للآلهة الرومانية المجردة التي عززت السلام (باكس رومانا) والازدهار بقرن الوفرة، ومنهم «أباندانشا»، وهي تجسيد للوفرة، وأيضًا انونا إلهة إمدادات الحبوب في روما.
وكان هاديس، الحاكم الكلاسيكي للعالم السفلي في الأديان الغامضة ومانح الثروة الزراعية والمعدنية والروحية غالبًا ما يحمل قرن الوفرة.

## الرسوم الحديثة

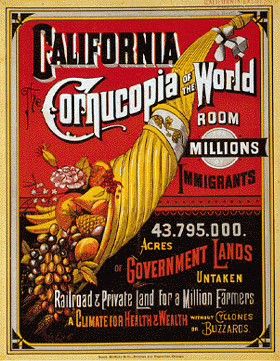
ملصق عن قرن الوفرة لكاليفورنيا

في الصور الحديثة، فإن قرن الوفرة عادةً ما يكون قرن سلة خوص أجوف مملوء بأنواع مختلفة من الفواكة والخضروات في معظم أمريكا الشمالية، أصبحت الوفرة مرتبطة مع عيد الشكر والحصاد. يطلق قرن الوفرة ايضًا على اسم احتفال النبيذ في نوفمبر في ويسلر، وكولومبيا البريطانية، وكندا. وينظر إلى اثنين من ذرات الفاكهة في ختم علم الدولة في ولاية ايداهو. «ختم كارولاينا الشمالية العظيم» يصور «الحرية» واقفةً و«الوفرة» تحمل قرن وفرة. شعار النبالة الخاص بكولومبيا، بنما، بيرو، وفنزويلا بالإضافة إلى شعار النبالة الخاص بولاية فيكتوريا في أستراليا يحتوون جميعهم على قرن الوفرة كرمز للإزدهار. يظهر ايضًا في سلسلة الكتب والسينما العاب الجوع حيث تمتلئ قرن الوفرة بالأسلحة معلنة عن نقطة البداية، وهي ايضًا اسم نشيد بانيم.
يستخدم قرن الوفرة لفن الجسد وفي عيد الهالوين حيث انه يرمز للخصوبة والثروة والوفرة.

## صور إضافية

شعار كولومبيا
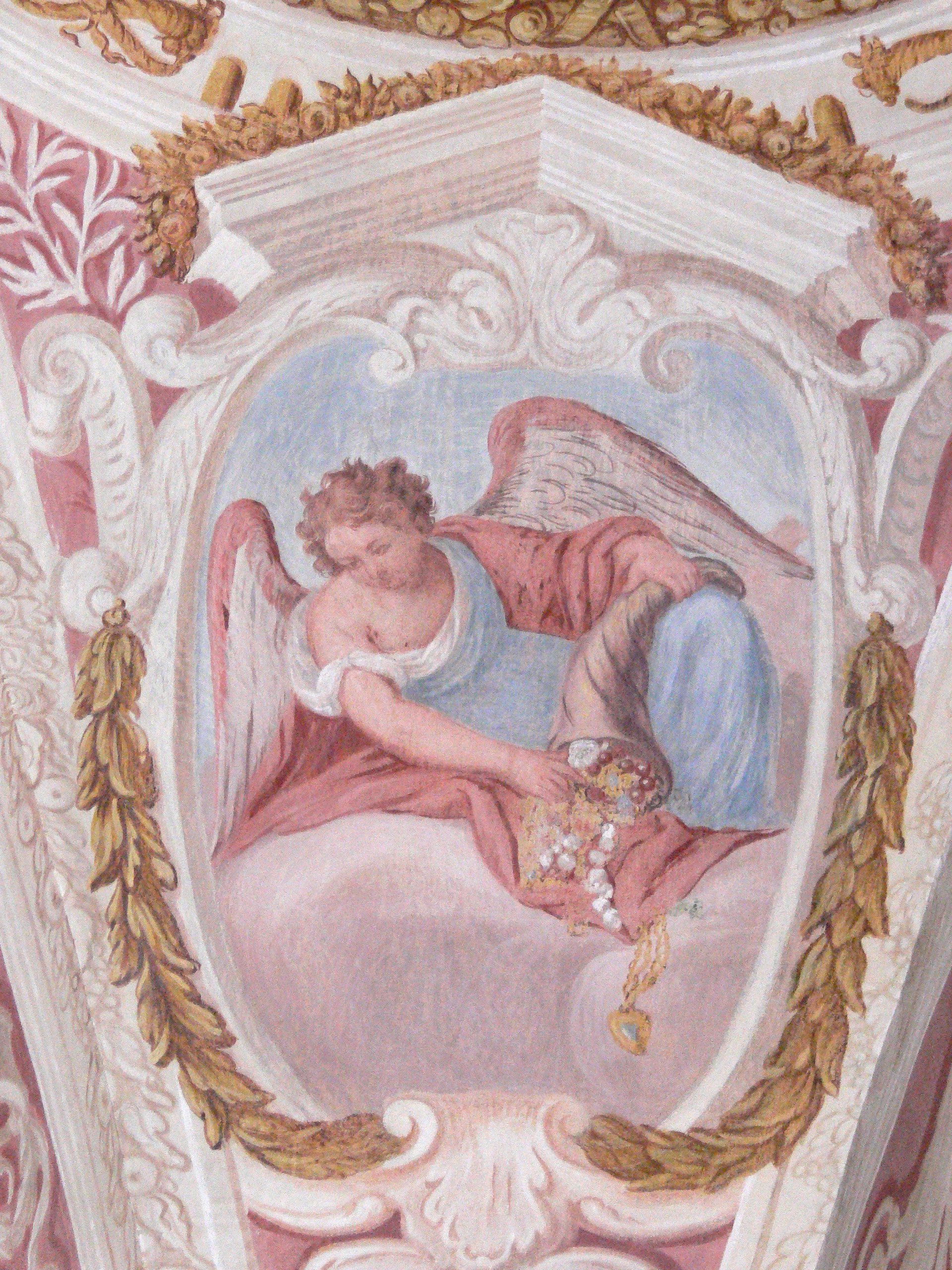
ملاك مع قرن الوفرة
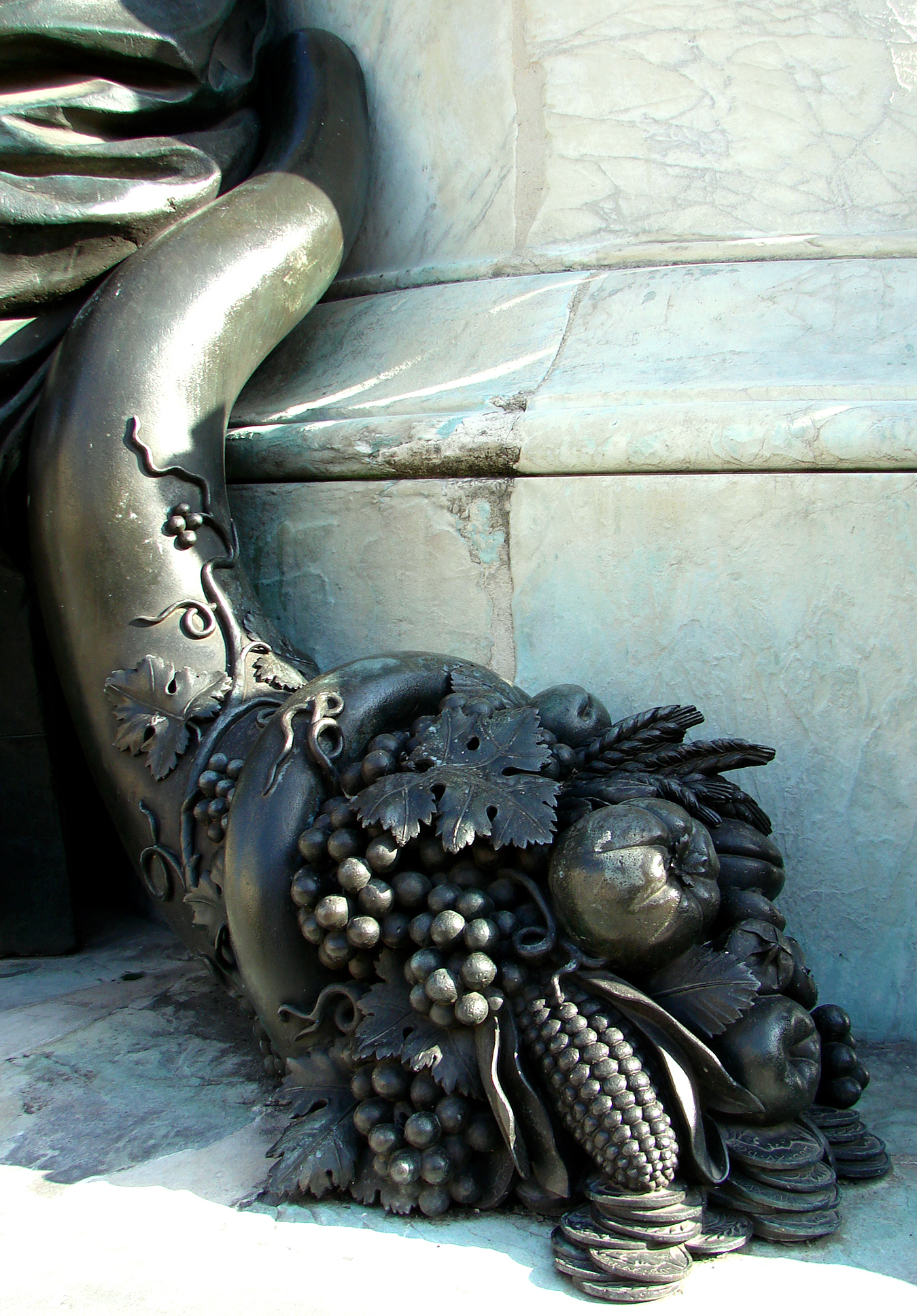
قاعدة تمثال لويس الخامس عشر ملك فرنسا
شعار كوبيابو في تشيلي
شعار كارولاينا الشمالية
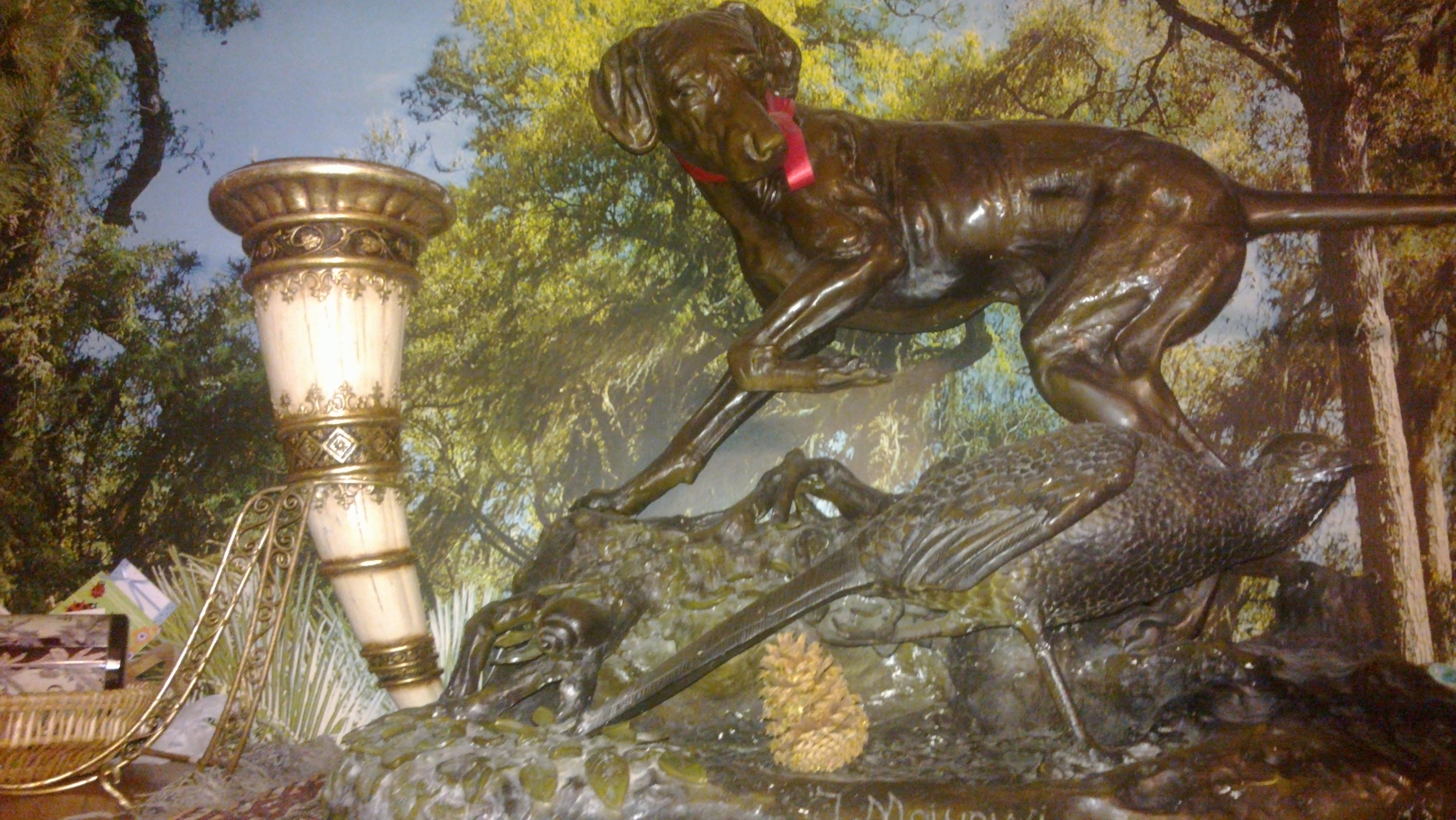
يستخدم قرن الوفرة في المناظر الداخلية للمباني
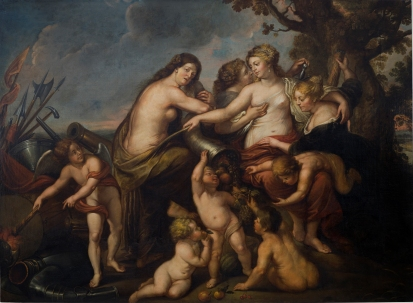
Allegory of peace and happiness of the state. لوحة فنية
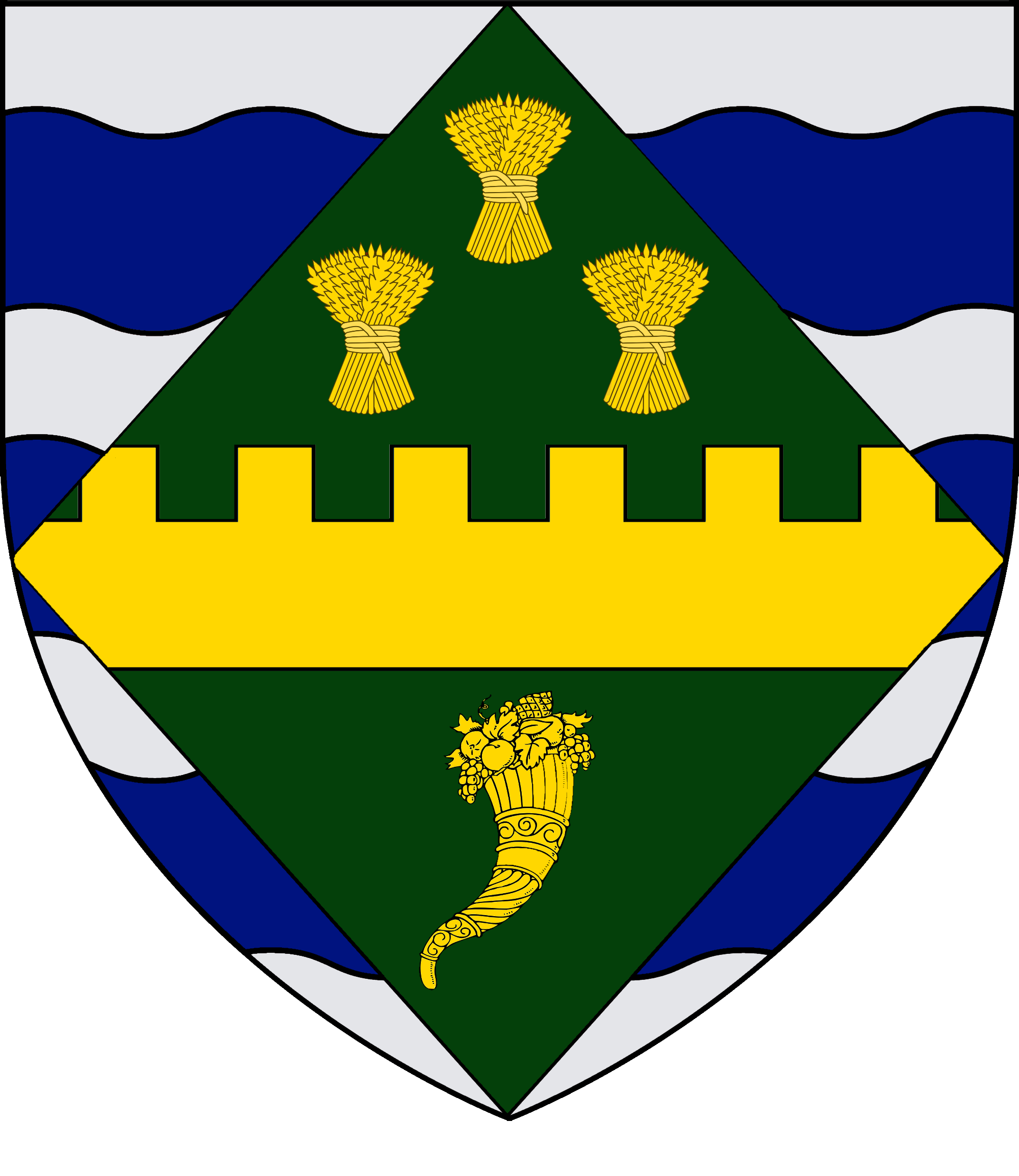
شعار هنتنغدونشاير في إنجلترا
شعار بيرو
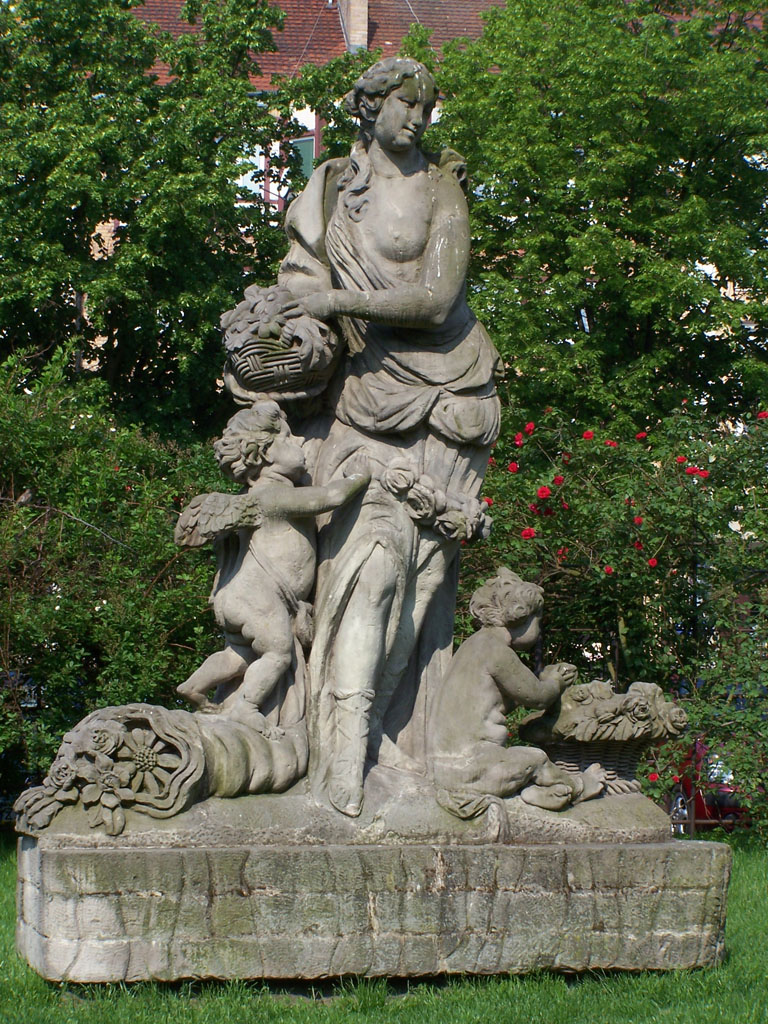
Cornucopia in the تمثال فلورا في شتتين في بولندا